# الباروك في بولندا

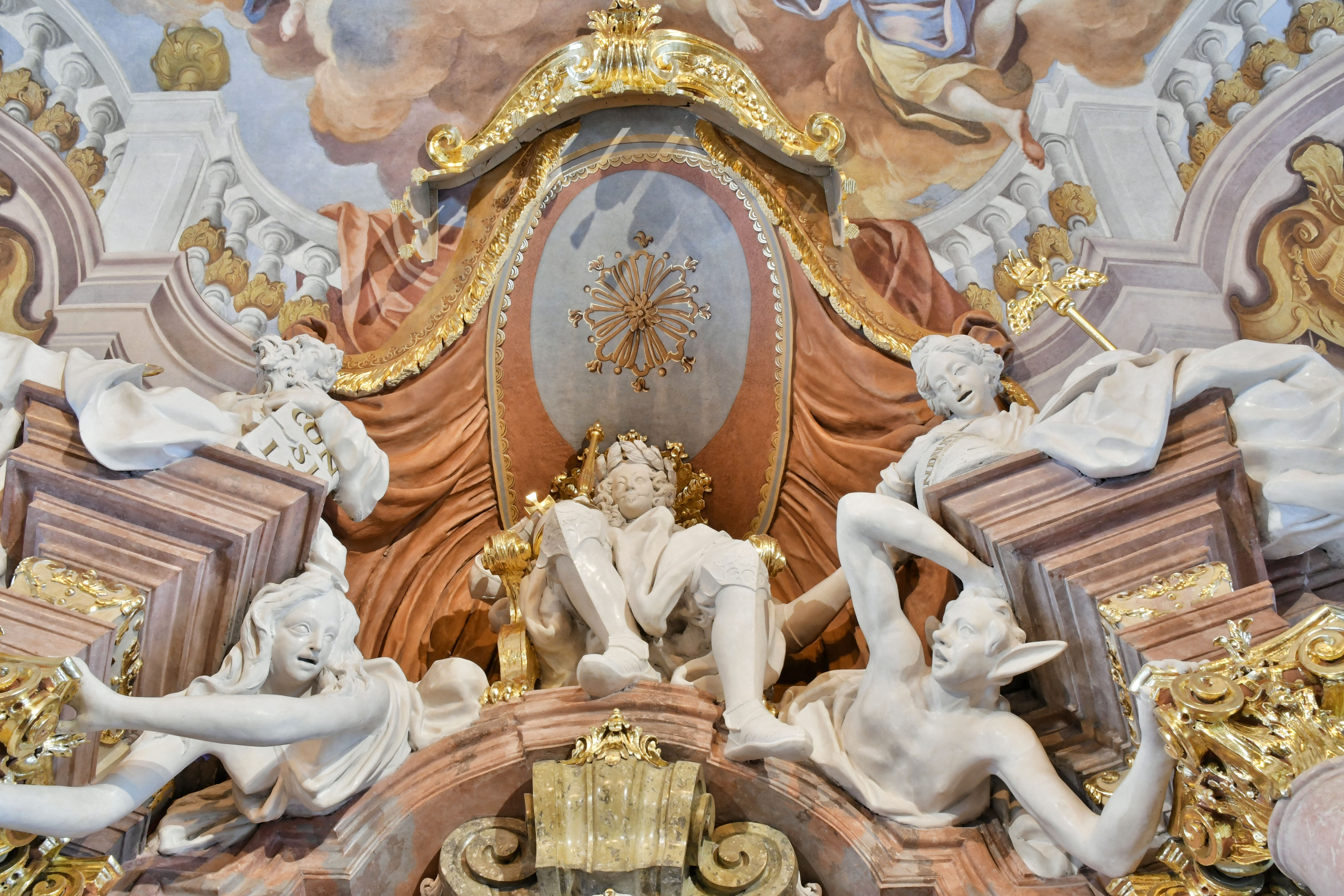

استمر الباروك البولندي منذ أوائل القرن السابع عشر وحتى منتصف القرن الثامن عشر. أكد الباروك البولندي على الثراء والقوة الغالبة لأشكال الفن المعاصر، مثلما هو الحال مع أسلوب الباروك في أماكن أخرى من أوروبا. سعى فنّانو الباروك لخلق رؤيتهم الخاصة للعالم، على النقيض من أسلوب عصر النهضة السابق، الذي سعى إلى تصوير جمال وتناغم الطبيعة. جاءت النتائج متعددة، وقد اعتبرها بعض النقاد بأنها عظيمة ودراماتيكية، لكنها في بعض الأحيان جاءت فوضوية وغير متناسقة ومشوشة بالتأثير والتمجيد الديني، مما يعكس الأوقات المضطربة خلال القرن السابع عشر في أوروبا.

## الباروك والسارماتية
تأثر الباروك البولندي بالسارماتية، ثقافة النبلاء البولنديين (زلاتشتا). تأثرت السارماتية بشدة بأسلوب الباروك وأنتجت مزيجًا فريدًا من الأساليب الشرقية والغربية. يُشير «الشرق» هنا إلى الثقافة الشرقية للإمبراطورية العثمانية، وليس إلى ثقافة السلاف الأرثوذكس في أوروبا الشرقية. نشأت تلك التأثيرات الشرقية من حدود كبيرة مشتركة بين بولندا والإمبراطورية العثمانية ومن غزواتها المتكررة.
أشاد الفكر السارماتي بوجود الريف المثالي، والحرية الذهبية الليبرالية للنبلاء التي وقفت ضد السلطة المطلقة للملكية. أكدت النسارماتية على البراعة العسكرية التي تعود إلى الأوقات التي ظهرت فيها زلاتشتا من طبقة الفرسان لأول مرة، وعلى قيمها الدينية، إذ ترتبط كل منها بالمهمة التاريخية للشعب البولندي كحصن للمسيحية. شعر النبلاء السارماتيون بتفوقهم حتى على نبلاء الأمم الأخرى، فقد اعتبروهم غير أحرار ومستبعدين من قبل حكامهم (وفقًا لدستور بولندا، كان الملك هو «الأول بين المتساوين»). أصبحت مفاهيم السارماتية فاسدة مع تقدم الوقت، وغالبًا ما كان يُنظر إلى السارماتية بحلول عصر التنوير في القرن الثامن عشر في بولندا، على أنها بقايا متخلفة من الماضي وشديدة التحفظ.
ظهرت التأثيرات الشرقية في عالم أكثر مادية، في ملابس النبلاء وأسلحتهم وزخارفهم. استند الزي البولندي الجديد إلى رداء الإمبراطورية العثمانية، الذي انتشر من النبلاء إلى سكان المدينة وحتى الفلاحين. ارتدى نبلاء البولنيين ثوبًا طويلًا كالرداء مثل زوبان وديليا وكونتاش، وغالبًا ما كان يُبطن بقطعة قماش باهظة الثمن، مزودة بحزام هو عبارة عن وشاح (باس كونتوشوفي) وبحذاء يصل إلى الركبة من الجلد الناعم. شاعت الخيول العربية في سلاح الفرسان البولندي. انتشرت حلاقة الرأس التي كانت شائعة لدى التتار. كان رمز الطبقة النبيلة هو سلاح النصل المنحني الذي يُدعى شابلا، وهو تقاطع بين السيف الضالع والسيف الأحدب. كانت كل من الخناجر العثمانية والأغماد والسجاد والخوذات والسروج والبسط والمفروشات والمطرزات شائعة أيضًا، وما لم يحصلوا عليه من التجارة، كان غنيمة من العديد من النزاعات العسكرية التي وقعت على طول الحدود الجنوبية للكومنولث. زُين قصر النبلاء البولنديين بهذه الغنائم الحربية. كانت بعض السلع الفاخرة من المنتجات المحلية التي غالبًا ما تحاكي أسلوب الشرق، وقد استورد معظمها من الغرب عبر دانزيغ (غدانسك) أو من الشرق. كان من المهم للمرء عرض ثروته، واختُلق لأجل ذلك مناسبات عديدة مثل يوم اسم القديس الشفيع وحفلات الزفاف والجنازات التي كان تُقام بأسلوب باهظ. ظهر فن مميز لصور التابوت خلال تلك الفترة. 

## الإصلاح المضاد
أصبحت الكنيسة الكاثوليكية الرومانية من الرعاة الرئيسيين للفنون، وكان البيت الملكي راعيًا آخر، وتميزت رعايته يكونها أكثر وضوحًا في العاصمة الجديدة وارسو، إذ دعم هناك الملك الكاثوليكي المتدين سييسموند فاسا الثالث، العديد من الإنشاءات الباروكية المقدسة. ارتبطت العمارة الكنيسة الباروكية في مرحلتها الأولى بالنظام اليسوعي بالدرجة الأولى، وقد وصل إلى بولندا في عام 1564، كجزء من الإصلاح المضاد، وهو اتجاه انتصر في بولندا خلال القرن التالي. أسس اليسوعيون كنائس ومدارس في العديد من المدن الكبرى، وفازوا ببطء بالمراكز التعليمية البروتستانتية في ثورن ودانزيغ وإلبينغ وليزنو (حيث توجد مدرسة كومينيوس للإخوان البوهيميين). سيكون الانتصار النهائي للإصلاح المضاد في بولندا في نهاية المطاف أحد الأسباب التي من شأنها أن تساهم في ركودها الثقافي.
امتلكت القلعة الأثرية كريسيستابور (الخراب الدائم)، التي بُنيت بأسلوب القصر في فورتيزا بين عامي 1627 و1644، العديد من الفناءات المحاطة بالتحصينات. انعكس افتتان الباروك المتأخر بثقافة وفن الصين في القصر الصيني للملكة كاسيسيكا في زولوتشيف. تمثل القصور الضخمة من القرن الثامن عشر النوع المميز للسكن الباروكي في الضواحي، أونتر كور إي جاردان (بين المدخل والحديقة). دمج فن العمارة لهذه القصور الفن الأوروبي مع تقاليد بناء الكومنولث القديمة، ويمكن رؤيته في قصر بوتوكي في راديتش بودلاسكي وقصر رازينسكي في روغالين وقصر فيشنيوفيسكي في فيشنيفيتس.
كان أشهر معماري في الكومنولث خلال أواخر القرن السابع عشر، هو تيلمان فان خامرين المولود في هولندا، واستقر في بولندا (تاج الكومنولث) في سن 28 عامًا، وعمل لدى الملكة ماريكاسيمير والملك يوحنا الثالث سوبياسكي. ترك تيلمان وراءه إرثًا مدى الحياة من المباني التي تُعتبر كنزًا للعمارة الباروكية البولندية، ومن بين أمور أخرى، قصر أوستروغسكي وقصر أوتفوك وقصر برانيسكي وكنيسة القديس كازيميريز وكنيسة القديسة آن.
ظهر أسلوب بارز من العمارة الباروكية في القرن الثامن عشر مع أعمال يوهان كريستوف غلوبيتز، الذي كُلف بإعادة بناء دوقية ليتوانيا الكبرى عاصمة فيلنيوس، ولذلك فقد سُمي الأسلوب الباروك الفيلنيوسي وسُميت فيلنيوس القديمة اسم «مدينة الباروك». كان من أبرز المباني التي بناها غلوبيتز في فيلنيوس، كنيسة القديسة كاثرين التي بدأ بناؤها عام 1743، وبدأ بناء كنيسة الصعود عام 1750 وكنيسة القديس يوحنا وبوابة الدير وأبراج كنيسة الثالوث الأقدس، وتُعد الواجهة الباروكية الرائعة والمفعمة بالحيوية للكنيسة القديس جونز القوطية سابقًا، من بين أفضل أعماله. أُعيد بناء العديد من التصميمات الداخلية للكنيسة وواحد من الكُنس العظمية في فيلنا على يد غلوببتز، وكذلك قاعة المدينة التي بُنيت في عام 1769. أفضل مثال على الباروك الفيلنيوسي في أماكن أخرى هو كاتدرائية القديسة صوفيا في بولوتسك، التي أُعيد بناؤها بين عامي 1738 و1765.